# Mythenteles hispanicola
Mythenteles hispanicola är en tvåvingeart som beskrevs av Neal L. Evenhuis 2003. Mythenteles hispanicola ingår i släktet Mythenteles och familjen svävflugor.
Artens utbredningsområde är Spanien. Inga underarter finns listade i Catalogue of Life.